# Tadepalligudem (mandal)
Tadepalligudem là một mandal thuộc huyện West Godavari, bang Andhra Pradesh, Ấn Độ. It is under the administration of Eluru revenue division and the headquarters are located at Tadepalligudem. The mandal is bounded by Nallajerla, Devarapalle, Nidadavolu, Unguturu, Pentapadu, Tanuku và Undrajavaram mandals.